# Augustijnenkerk (Dordrecht)

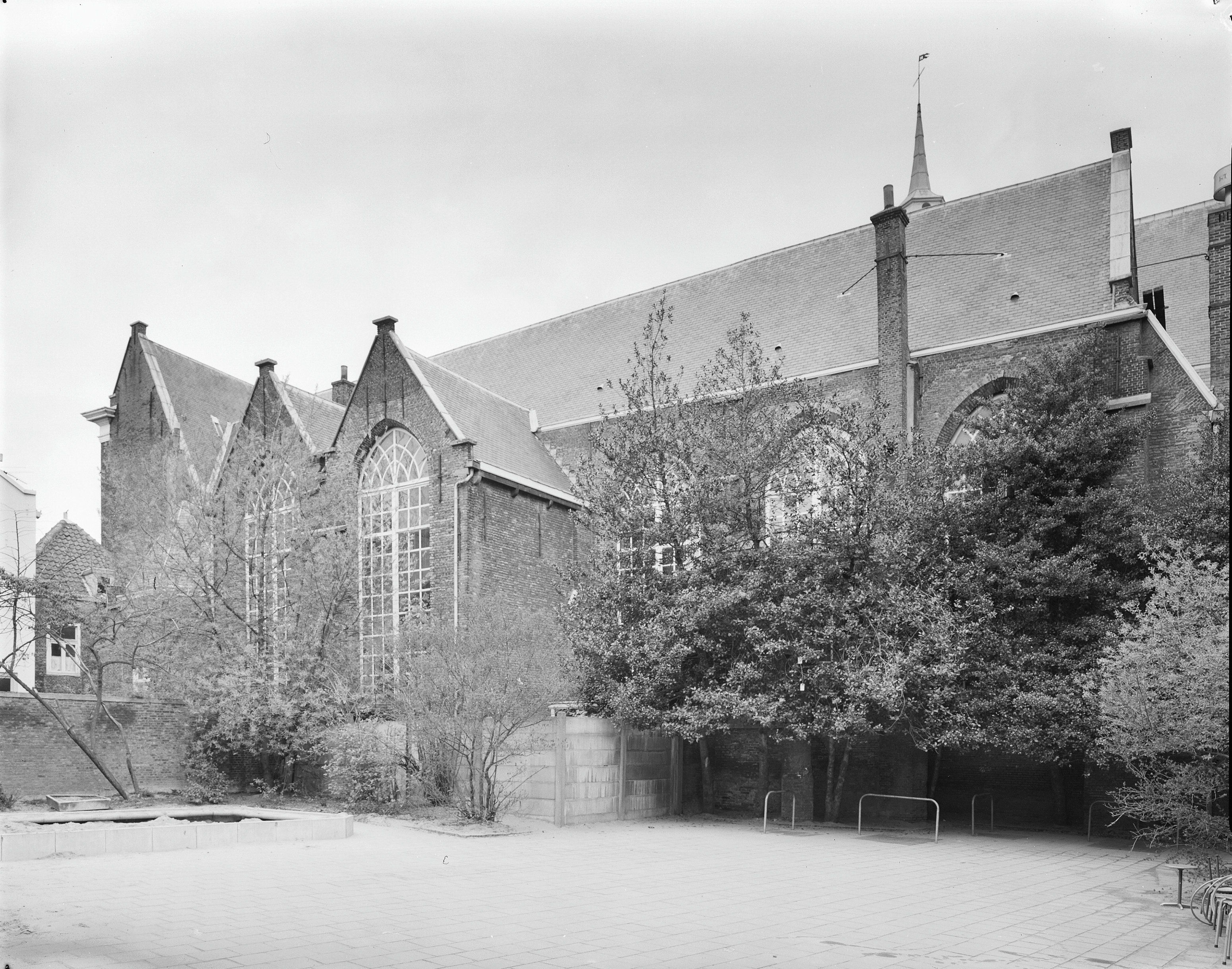
De kerk in 1982

De Augustijnenkerk is een kerk in de binnenstad van de stad Dordrecht, in de Nederlandse provincie Zuid-Holland. De Augustijnenkerk behoorde bij het Augustijnenklooster en werd oorspronkelijk gebouwd rond 1293. In de tweede helft van de 15e eeuw is de kerk uitgebreid met een zijbeuk. De voorgevel, in classicistische stijl, is uit 1773.
De kerk werd tussen 1994 en 1996 gerestaureerd en bezit een Maarschalkerweerd-orgel uit 1899. 

In de tijd voor de reformatie hebben verschillende families kapellen in de kerk laten bouwen: Quekel, Drenkwaert en Van Beveren.
De eerste hervormde kerkdienst in de Augustijnenkerk vond plaats op zondag 27 juli 1572, ruim een maand na de omwenteling toen Dordrecht de poorten opende voor de Watergeuzen.
In de zeventiende eeuw was de grond in de kerk met grafstenen van een aantal aanzienlijke Dordtse families. Rond 1795 werden deze gedenktekens beschadigd of weggebroken en diende de kerk enige tijd als stalling voor de paarden van de Fransen.
De kerk is eigendom van de Nederlands Hervormde Gemeente van Dordrecht. Deze wijkgemeente rekent zich tot de modaliteit van de Gereformeerde Bond in de Protestantse Kerk in Nederland.